# Bustiello (Tineo)
Bustiello o Bustiello de la Cabuerna (en asturiano y oficialmente: Bustieḷḷu) es una de las 44 parroquias del concejo de Tineo en el Principado de Asturias (España). Está situada al oeste del concejo, y limita con los pueblos de Hervedaras, Tablado del Río y Lavandera.

## Población y geografía
Su población es bastante escasa: 60 habitantes (27 mujeres y 33 hombres) en 2020 (INE), repartidos en un total de 44 viviendas (SADEI, 2010).
- Se sitúa a un altura de 458 metros y en las coordenadas 43º20'47"N, 6º31'53"O
- Destaca su Iglesia a San Estebán.

## Entidades de población
La parroquia cuenta con las siguientes entidades de población, con el tipo de población según el Nomenclátor de la Sociedad Asturiana de Estudios Económicos e Industriales, la toponimia asturiana oficial en asturiano (entre paréntesis) y la población de la aldea según el Instituto Nacional de Estadística:
- Anzás, aldea (Anzas)
- Bustiello de la Cabuerna, aldea de 13 habitantes (Bustieḷḷu)
- Campiello, casería (Campieḷḷu)
- Laniello, casería (Ḷḷanieḷḷu)
- Lavandera, aldea (Ḷḷavandera)